# Sláva Doseděl
Sláva Doseděl, all'anagrafe Ctislav Doseděl (Přerov, 14 agosto 1970), è un allenatore di tennis ed ex tennista ceco.

## Carriera
Ottenne il suo best ranking in singolare il 10 ottobre 1994 con la 26ª posizione, mentre nel doppio divenne il 10 marzo 1997, il 120º del ranking ATP.
In carriera, in singolare, vinse tre tornei del circuito ATP, il primo dei quali fu il Movistar Open nel 1995; in quell'occasione superò in finale il cileno Marcelo Ríos con il punteggio di 7–6(3), 6-3. I successivi due tornei vinti furono entrambi a discapito dello spagnolo Carlos Moyá. In altre tre occasioni raggiunse la finale di tornei ATP uscendone però sconfitto. In carriera, riuscì a conquistare anche un titolo di doppio in coppia con il connazionale Pavel Vízner: fu l'Internationaler Raiffeisen Grand Prix nel 1996 contro la coppia composta dal sudafricano David Adams e dall'olandese Menno Oosting.
Fece parte della squadra ceca di Coppa Davis dal 1994 al 2000 in sei occasioni con un bilancio finale di tre vittorie e otto sconfitte, tutte in singolare.

## Statistiche

### Tornei ATP

#### Singolare

##### Vittorie (3)
| Legenda singolare                                    |
| Grande Slam (0)                                      |
| ATP World Tour Finals (0)                            |
| ATP Super 9 / ATP Masters Series (0)                 |
| ATP Championship Series / ATP International Gold (0) |
| ATP World Series / ATP International Series (3)      |

| Numero | Data            | Torneo                           | Superficie  | Avversario in finale | Punteggio                   |
| 1.     | 23 ottobre 1995 | Movistar Open, Santiago del Cile | Terra rossa | Marcelo Ríos         | 7–6(3), 6-3                 |
| 2.     | 29 aprile 1996  | BMW Open, Monaco di Baviera      | Terra rossa | Carlos Moyá          | 6-4, 4-6, 6-3               |
| 3.     | 28 luglio 1997  | Dutch Open, Amsterdam            | Terra rossa | Carlos Moyá          | 7–6(4), 7–6(5), 6(4)–7, 6-2 |

##### Sconfitte in finale (3)
| Legenda singolare                                    |
| Grande Slam (0)                                      |
| ATP World Tour Finals (0)                            |
| ATP Super 9 / ATP Masters Series (0)                 |
| ATP Championship Series / ATP International Gold (0) |
| ATP World Series / ATP International Series (3)      |

| Numero | Data             | Torneo                   | Superficie  | Avversario in finale | Punteggio |
| 1.     | 1º novembre 1993 | ATP San Paolo, San Paolo | Terra rossa | Alberto Berasategui  | 4-6, 3-6  |
| 2.     | 27 aprile 1998   | ATP Praga, Praga (1)     | Terra rossa | Fernando Meligeni    | 1-6, 4-6  |
| 3.     | 26 aprile 1999   | ATP Praga, Praga (2)     | Terra rossa | Dominik Hrbatý       | 2-6, 2-6  |

#### Doppio

##### Vittorie (1)
| Legenda singolare                                    |
| Grande Slam (0)                                      |
| ATP World Tour Finals (0)                            |
| ATP Super 9 / ATP Masters Series (0)                 |
| ATP Championship Series / ATP International Gold (0) |
| ATP World Series / ATP International Series (1)      |

| Numero | Data           | Torneo                                              | Superficie  | Compagno     | Avversari in finale       | Punteggio     |
| 1.     | 20 maggio 1996 | Internationaler Raiffeisen Grand Prix, Sankt Pölten | Terra rossa | Pavel Vízner | David Adams Menno Oosting | 6-7, 6-4, 6-3 |

### Tornei minori

#### Singolare

##### Vittorie (5)
| Legenda tornei minori |
| Challenger (5)        |
| Futures (0)           |

| Numero | Data           | Torneo                        | Superficie  | Avversario in finale | Punteggio     |
| 1.     | 14 maggio 1990 | Bangkok Challenger, Bangkok   | Cemento     | Patrick Baur         | 6-3, 6-4      |
| 2.     | 27 luglio 1992 | Poznań Challenger, Poznań     | Terra rossa | Daniel Vacek         | 6-4, 3-6, 7-6 |
| 3.     | 13 luglio 1998 | Merano Challenger, Merano     | Terra rossa | Christian Ruud       | 7-6, 7-6      |
| 4.     | 4 ottobre 1999 | Tel Aviv Challenger, Tel Aviv | Cemento     | Noam Okun            | 7–6(2), 6-3   |
| 5.     | 14 maggio 2001 | I. ČLTK Prague Open, Praga    | Terra rossa | Jan Hernych          | 6-2, 4-6, 6-1 |

#### Doppio

##### Vittorie (3)
| Legenda tornei minori |
| Challenger (3)        |
| Futures (0)           |

| Numero | Data           | Torneo                       | Superficie  | Compagno         | Avversari in finale            | Punteggio     |
| 1.     | 27 agosto 1990 | Verona Challenger, Verona    | Terra rossa | Dmitrij Poljakov | Jacco Eltingh Menno Oosting    | 6-0, 6-7, 6-4 |
| 2.     | 19 luglio 1993 | Oberstaufen Cup, Oberstaufen | Terra rossa | Radomír Vašek    | Christian Geyer Mathias Huning | 6-2, 6-2      |
| 3.     | 21 marzo 1994  | Agadir Challenger, Agadir    | Terra rossa | Mark Koevermans  | Bernd Karbacher Tomas Nydahl   | 6-7, 6-3, 7-6 |